# Cistérniga
Cistérniga, auch La Cistérniga, ist eine nordspanische Kleinstadt und eine Gemeinde (municipio) mit 9.281 Einwohnern (Stand: 2024) in der Provinz Valladolid in der autonomen Region Kastilien-León.

## Lage
Aufgrund der geringen Entfernung zur Hauptstadt Valladolid gehört sie derzeit zur Metropolregion von Valladolid. Ihre Geschichte und Demographie wäre ohne die Nachbarstadt Valladolid, von der es nur 5 Kilometer entfernt ist, nicht zu erklären, denn bis 1851 gehörte La Cistérniga zur Stadt Valladolid.

## Bevölkerungsentwicklung
| 795 | 929 | 1.086 | 1.119 | 1.346 | 1.062 | 1.123 | 2.488 | 3.780 | 8984 |

Der deutliche Bevölkerungsanstieg im 20. Jahrhundert ist im Wesentlichen auf die Zuwanderung aus den ländlichen Gebieten in der Umgebung zurückzuführen (Landflucht).

## Wirtschaft
Die wichtigsten wirtschaftlichen Aktivitäten sind das Hotel- und Gaststättengewerbe mit zahlreichen Bars, Cafés und mehrere Hotels. Von großer Bedeutung in der Gemeinde sind auch die metallverarbeitende und mechanische Industrie sowie das verarbeitende Gewerbe und Transportdienstleistungen. Viele dieser Industrien und Unternehmen sind im Industriegebiet „La Mora“ angesiedelt.

## Persönlichkeiten
- Félix Suárez (1950–2020), Radrennfahrer